# Panoias (Braga)
Panoias (pré-AO 1990: Panóias) é uma localidade portuguesa do Município de Braga que foi sede da extinta Freguesia de Panoias, freguesia que tinha 1,33 km² de área e 1 663 habitantes (2011), e, por isso, uma densidade populacional de 1 250,4 hab/km².
A Freguesia de Panoias foi extinta em 2013, no âmbito de uma reforma administrativa nacional, tendo sido agregada às freguesias de São Paio de Merelim e Parada de Tibães, para formar uma nova freguesia denominada União das Freguesias de Merelim (São Paio), Panóias e Parada de Tibães.

## História
Panoias, tem um rio, que foi desviado pelos jesuítas em fins do século XVI e princípios do século XVII.
A freguesia também tinha uma espécie de Câmara Municipal, que se localizava no lugar de Sobrado, que tinha o papel de administrar as freguesias do Concelho de Braga.
Panoias e outras freguesias pertenciam ao couto de Tibães. Panoias era uma freguesia importantíssima no Couto de Tibães no século XVI, porque era muito forte em relação à agricultura.
Também tinha moinhos junto ao rio e azenhas para produzir o azeite, os moinhos produziam a farinha, as terras eram férteis porque tinham o rio perto, para se poder irrigar os campos.
Em 1852 aparece no concelho de Prado e, em 1855, após a extinção deste, passou para o concelho de Braga.

## População
| População da freguesia de Panoias (1864 – 2011) | População da freguesia de Panoias (1864 – 2011) | População da freguesia de Panoias (1864 – 2011) | População da freguesia de Panoias (1864 – 2011) | População da freguesia de Panoias (1864 – 2011) | População da freguesia de Panoias (1864 – 2011) | População da freguesia de Panoias (1864 – 2011) | População da freguesia de Panoias (1864 – 2011) | População da freguesia de Panoias (1864 – 2011) | População da freguesia de Panoias (1864 – 2011) | População da freguesia de Panoias (1864 – 2011) | População da freguesia de Panoias (1864 – 2011) | População da freguesia de Panoias (1864 – 2011) | População da freguesia de Panoias (1864 – 2011) | População da freguesia de Panoias (1864 – 2011) |
| ----------------------------------------------- | ----------------------------------------------- | ----------------------------------------------- | ----------------------------------------------- | ----------------------------------------------- | ----------------------------------------------- | ----------------------------------------------- | ----------------------------------------------- | ----------------------------------------------- | ----------------------------------------------- | ----------------------------------------------- | ----------------------------------------------- | ----------------------------------------------- | ----------------------------------------------- | ----------------------------------------------- |
| 1864                                            | 1878                                            | 1890                                            | 1900                                            | 1911                                            | 1920                                            | 1930                                            | 1940                                            | 1950                                            | 1960                                            | 1970                                            | 1981                                            | 1991                                            | 2001                                            | 2011                                            |
| 527                                             | 700                                             | 719                                             | 753                                             | 755                                             | 643                                             | 810                                             | 987                                             | 1 103                                           | 1 215                                           | 1 188                                           | 1 274                                           | 1 257                                           | 1 630                                           | 1 663                                           |

## Património
O património de Panoias é a Casa da Mainha, a antiga capela do Couto, que por sua vez deixou de funcionar, os moinhos e a igreja de Panoias.
- Casa da Mainha ou Antigo Prazo do Convento de Tibães

O rio de Panoias, antigamente, era alvo de pesca pois com a sua água límpida e transparente foi possível a criação de algumas espécies de peixes. Por ser um rio extremamente limpo, há algumas dezenas de anos as senhoras iam lavar lá a sua roupa, tomavam banho e os animais iam lá beber, pois era água corrente e desprovida de bactérias que pudessem afetar a saúde. Atualmente encontra-se imprópria para banhos e impensável para consumo, uma vez que no curso de água são despejados resíduos.
Nesta pequena localidade foi reconstruído o campo de futebol que inicialmente era em areia  e agora encontra-se em relvado sintético sendo também remodelado o ringue que agora tem novas marcações, por exemplo, para o jogo de ténis.
Panoias possui uma escola primária e uma escola básica que tem cerca de dez anos.  
Esta pequena povoação do concelho de Braga, sofreu cheias pela primeira vez no ano de 2011. Os muros dos campos foram derrubados, o cultivo de muitos agricultores ficou afetado, interiores de casas foram destruídos. Tudo isto causou um enorme prejuízo, todavia não houve feridos.